# Delbūdanī
Delbūdanī (persiska: Konārān, دلبودنی) är en ort i Iran.   Den ligger i provinsen Hormozgan, i den sydöstra delen av landet, 1 100 km sydost om huvudstaden Teheran. Delbūdanī ligger 17 meter över havet och antalet invånare är 253.
Terrängen runt Delbūdanī är mycket platt, och sluttar söderut. Runt Delbūdanī är det ganska glesbefolkat, med 50 invånare per kvadratkilometer. Närmaste större samhälle är Zīārat, 19,8 km nordväst om Delbūdanī. Trakten runt Delbūdanī är ofruktbar med lite eller ingen växtlighet.